# David Seaman
David Seaman, född 19 september 1963 i Rotherham i England, är en engelsk före detta fotbollsmålvakt som spelade för Englands landslag.
David Seaman gjorde sin landslagsdebut mot Saudiarabien 1988 och sin sista mot Makedonien 2002. Seaman spelade över 1 000 A-lagsmatcher under sin proffskarriär.

## Meriter
- VM-slutspel: 1998, 2002
- EM-slutspel: 1996, 2000
- Engelsk mästare: 1991, 1998, 2002
- FA-cupen: 1993, 1998, 2002, 2003
- Ligacupen: 1993
- Premier League, Månadens spelare: april 1995
- Cupvinnarcupen 1994